# Philibert de Gramont de Guiche
Pour les articles homonymes, voir Gramont et Guiche.
Ne doit pas être confondu avec Philibert de Gramont.
Philibert de Gramont, comte de Guiche, né le 22 août 1552 au château de Bidache et mort le 10 août 1580 à La Fère, est un gouverneur de Bayonne.

## Biographie
Sénéchal du Béarn, favori d'Henri III, il épouse la belle Corisande en 1568 mais meurt en 1580 des suites d'une blessure reçue lors du siège de La Fère.